# Lista över fotbollsövergångar i Superettan vintern 2016/2017
Detta är en lista över fotbollsövergångar i Superettan vintern 2015/2016.
Endast övergångar i Superettan är inkluderade.

## Superettan

### Dalkurd FF
| Nr | Land          | Pos | Namn                                                    |
| -- | ------------- | --- | ------------------------------------------------------- |
|    | Uganda        | A   | Patrick Mulyanti (från Hofors AIF)                      |
|    | Sverige       | MF  | Robin Tranberg (från GIF Sundsvall)                     |
|    | Sverige       | A   | Richard Yarsuvat (från Norrby IF)                       |
|    | Sverige       | MF  | Oscar Lundin (från IK Brage)                            |
|    | Sierra Leone  | A   | Mohamed Bangura (från Dalian Yifang)                    |
|    | Sverige       | MF  | Ammar Ahmed (från Åtvidabergs FF)                       |
|    | Nederländerna | MF  | Rewan Amin (från Heerenveen)                            |
|    | Japan         | MF  | Yukiya Sugita (från Pattaya United)                     |
|    | USA           | F   | Alex DeJohn (från Start)                                |
|    | Gambia        | F   | Kebba Ceesay (från Djurgårdens IF)                      |
|    | USA           | A   | Andrew Stadler (från Östersunds FK)                     |
|    | Sverige       | MV  | Robertino Kljajic (från Örgryte IS)                     |
|    | Sverige       | F   | Mbaye Touré (Uppflyttad från U19-laget)                 |
|    | Sverige       | A   | Heradi Rashidi (återvänder efter lån till Syrianska FC) |

| Nr | Land          | Pos | Namn                                                    |
| -- | ------------- | --- | ------------------------------------------------------- |
|    | Uganda        | A   | Patrick Mulyanti (från Hofors AIF)                      |
|    | Sverige       | MF  | Robin Tranberg (från GIF Sundsvall)                     |
|    | Sverige       | A   | Richard Yarsuvat (från Norrby IF)                       |
|    | Sverige       | MF  | Oscar Lundin (från IK Brage)                            |
|    | Sierra Leone  | A   | Mohamed Bangura (från Dalian Yifang)                    |
|    | Sverige       | MF  | Ammar Ahmed (från Åtvidabergs FF)                       |
|    | Nederländerna | MF  | Rewan Amin (från Heerenveen)                            |
|    | Japan         | MF  | Yukiya Sugita (från Pattaya United)                     |
|    | USA           | F   | Alex DeJohn (från Start)                                |
|    | Gambia        | F   | Kebba Ceesay (från Djurgårdens IF)                      |
|    | USA           | A   | Andrew Stadler (från Östersunds FK)                     |
|    | Sverige       | MV  | Robertino Kljajic (från Örgryte IS)                     |
|    | Sverige       | F   | Mbaye Touré (Uppflyttad från U19-laget)                 |
|    | Sverige       | A   | Heradi Rashidi (återvänder efter lån till Syrianska FC) |

| Nr | Land     | Pos | Namn                                                       |
| -- | -------- | --- | ---------------------------------------------------------- |
| 3  | Sverige  | F   | Jesper Nyholm (till AIK)                                   |
| 8  | Sverige  | MF  | Diego Montiel (till IK Sirius)                             |
| 5  | Sverige  | F   | Benjamin Hjertstrand (till IK Brage)                       |
| 14 | Sverige  | MF  | Simon Stenberg (till IK Brage)                             |
| 27 | Sverige  | F   | Tom Söderberg (Klubb ej klar)                              |
| 6  | Sverige  | MF  | Dusan Djuric (till GAIS)                                   |
| 99 | Sverige  | A   | Celal Serhanoglu (Klubb ej klar)                           |
| 12 | Sverige  | MV  | Mathias Ahlnander (Klubb ej klar)                          |
| 22 | Tyskland | A   | Mirkan Aydin (till Preussen Münster)                       |
| 23 | Sverige  | A   | Adam Persson (till Svärdsjö IF)                            |
| 4  | Sverige  | F   | George Moussally (till Karlstad BK)                        |
| 11 | Sverige  | A   | Erik Törnros (till GKS Tychy)                              |
| 25 | Nigeria  | A   | Oke Akpoveta (till Helsingborgs IF)                        |
| 9  | Gambia   | MF  | Omar Jagne (till Ljungskile SK)                            |
| 25 | Tunisien | A   | Imed Louati (återvänder efter lån från Hangzhou Greentown) |

| Nr | Land     | Pos | Namn                                                       |
| -- | -------- | --- | ---------------------------------------------------------- |
| 3  | Sverige  | F   | Jesper Nyholm (till AIK)                                   |
| 8  | Sverige  | MF  | Diego Montiel (till IK Sirius)                             |
| 5  | Sverige  | F   | Benjamin Hjertstrand (till IK Brage)                       |
| 14 | Sverige  | MF  | Simon Stenberg (till IK Brage)                             |
| 27 | Sverige  | F   | Tom Söderberg (Klubb ej klar)                              |
| 6  | Sverige  | MF  | Dusan Djuric (till GAIS)                                   |
| 99 | Sverige  | A   | Celal Serhanoglu (Klubb ej klar)                           |
| 12 | Sverige  | MV  | Mathias Ahlnander (Klubb ej klar)                          |
| 22 | Tyskland | A   | Mirkan Aydin (till Preussen Münster)                       |
| 23 | Sverige  | A   | Adam Persson (till Svärdsjö IF)                            |
| 4  | Sverige  | F   | George Moussally (till Karlstad BK)                        |
| 11 | Sverige  | A   | Erik Törnros (till GKS Tychy)                              |
| 25 | Nigeria  | A   | Oke Akpoveta (till Helsingborgs IF)                        |
| 9  | Gambia   | MF  | Omar Jagne (till Ljungskile SK)                            |
| 25 | Tunisien | A   | Imed Louati (återvänder efter lån från Hangzhou Greentown) |

### Degerfors IF
| Nr | Land      | Pos | Namn                                                |
| -- | --------- | --- | --------------------------------------------------- |
|    | Sverige   | F   | Erik Lindell (inlånad från IFK Norrköping)          |
|    | Sverige   | F   | Jonas Olsson (från Carlstad United)                 |
|    | Sverige   | MF  | Sargon Abraham (från Skövde AIK)                    |
|    | Sverige   | MF  | Nikola Ladan (från Tvååkers IF)                     |
|    | Sverige   | A   | Alexander Andersson (från Jacksonville Armada)      |
|    | Sverige   | F   | Mohanad Jeahze (inlånad från IFK Norrköping)        |
|    | Sydafrika | MF  | Mihlali Mayambela (inlånad från Djurgårdens IF)     |
|    | Sverige   | MF  | Kevin Gustavsson Stolpe (Uppflyttad från U19-laget) |
|    | Sverige   | MF  | Filip Stankovic (Uppflyttad från U19-laget)         |

| Nr | Land      | Pos | Namn                                                |
| -- | --------- | --- | --------------------------------------------------- |
|    | Sverige   | F   | Erik Lindell (inlånad från IFK Norrköping)          |
|    | Sverige   | F   | Jonas Olsson (från Carlstad United)                 |
|    | Sverige   | MF  | Sargon Abraham (från Skövde AIK)                    |
|    | Sverige   | MF  | Nikola Ladan (från Tvååkers IF)                     |
|    | Sverige   | A   | Alexander Andersson (från Jacksonville Armada)      |
|    | Sverige   | F   | Mohanad Jeahze (inlånad från IFK Norrköping)        |
|    | Sydafrika | MF  | Mihlali Mayambela (inlånad från Djurgårdens IF)     |
|    | Sverige   | MF  | Kevin Gustavsson Stolpe (Uppflyttad från U19-laget) |
|    | Sverige   | MF  | Filip Stankovic (Uppflyttad från U19-laget)         |

| Nr | Land    | Pos | Namn                                  |
| -- | ------- | --- | ------------------------------------- |
| 6  | Norge   | A   | Magnus Solum (till Strømmen)          |
| 9  | Sverige | A   | Admir Catovic (till FK Chimki)        |
| 1  | Sverige | MV  | Jonas Bohlin (Slutar)                 |
| 5  | Nigeria | MF  | Lawal Ismail (till Assyriska FF)      |
| 2  | Sverige | F   | Jonathan Azulay (till Utsiktens BK)   |
| 10 | Sverige | A   | Peter Samuelsson (till Strömtorps IK) |
| 24 | Sverige | MF  | Ludvig Fritzson (till Östersunds FK)  |
| 7  | Sverige | MF  | Ronny Sabo (till IS Halmia)           |

| Nr | Land    | Pos | Namn                                  |
| -- | ------- | --- | ------------------------------------- |
| 6  | Norge   | A   | Magnus Solum (till Strømmen)          |
| 9  | Sverige | A   | Admir Catovic (till FK Chimki)        |
| 1  | Sverige | MV  | Jonas Bohlin (Slutar)                 |
| 5  | Nigeria | MF  | Lawal Ismail (till Assyriska FF)      |
| 2  | Sverige | F   | Jonathan Azulay (till Utsiktens BK)   |
| 10 | Sverige | A   | Peter Samuelsson (till Strömtorps IK) |
| 24 | Sverige | MF  | Ludvig Fritzson (till Östersunds FK)  |
| 7  | Sverige | MF  | Ronny Sabo (till IS Halmia)           |

### Falkenbergs FF
| Nr | Land    | Pos | Namn                                                    |
| -- | ------- | --- | ------------------------------------------------------- |
|    | Sverige | MV  | Hampus Nilsson (från Djurgårdens IF)                    |
|    | Sverige | A   | Passi Prudence (från Högaborgs BK)                      |
|    | Sverige | A   | Erik Pärsson (från Landskrona BoIS)                     |
|    | Sverige | MF  | Johan Lassagård (från Vinbergs IF)                      |
|    | Sverige | F   | Tobias Englund (från IFK Värnamo)                       |
|    | Sverige | A   | Viktor Götesson (inlånad från IF Elfsborg)              |
|    | Nigeria | MF  | Dominic Chatto (från Ordabasy Shymkent)                 |
|    | Sverige | F   | Mahmut Özen (från Adana Demirspor)                      |
|    | Ghana   | MF  | Richard Donkor (från Östers IF)                         |
|    | Sverige | A   | Edi Sylisufaj (Uppflyttad från U19-laget)               |
|    | Sverige | MF  | John Björkengren (Uppflyttad från U19-laget)            |
|    | Sverige | F   | Ludvig Johansson (Uppflyttad från U19-laget)            |
|    | Sverige | MV  | Johan Brattberg (återvänder efter lån till Ullareds IK) |

| Nr | Land    | Pos | Namn                                                    |
| -- | ------- | --- | ------------------------------------------------------- |
|    | Sverige | MV  | Hampus Nilsson (från Djurgårdens IF)                    |
|    | Sverige | A   | Passi Prudence (från Högaborgs BK)                      |
|    | Sverige | A   | Erik Pärsson (från Landskrona BoIS)                     |
|    | Sverige | MF  | Johan Lassagård (från Vinbergs IF)                      |
|    | Sverige | F   | Tobias Englund (från IFK Värnamo)                       |
|    | Sverige | A   | Viktor Götesson (inlånad från IF Elfsborg)              |
|    | Nigeria | MF  | Dominic Chatto (från Ordabasy Shymkent)                 |
|    | Sverige | F   | Mahmut Özen (från Adana Demirspor)                      |
|    | Ghana   | MF  | Richard Donkor (från Östers IF)                         |
|    | Sverige | A   | Edi Sylisufaj (Uppflyttad från U19-laget)               |
|    | Sverige | MF  | John Björkengren (Uppflyttad från U19-laget)            |
|    | Sverige | F   | Ludvig Johansson (Uppflyttad från U19-laget)            |
|    | Sverige | MV  | Johan Brattberg (återvänder efter lån till Ullareds IK) |

| Nr | Land    | Pos | Namn                                                 |
| -- | ------- | --- | ---------------------------------------------------- |
| 77 | Sverige | MF  | Kamal Mustafa (Klubb ej klar)                        |
| 2  | Sverige | F   | Rasmus Sjöstedt (till Aris Limassol)                 |
| 18 | England | A   | Hakeem Araba (till Næstved)                          |
| 16 | Sverige | MV  | Alexander Lundin (till Västerås SK)                  |
| 1  | Sverige | MV  | Otto Martler (till IFK Norrköping)                   |
| 30 | Norge   | MF  | Thomas Drage (Klubb ej klar)                         |
| 17 | Sverige | A   | Jesper Karlsson (till IF Elfsborg)                   |
| 21 | Danmark | F   | Thomas Juel-Nielsen (till Århus)                     |
| 25 | Uruguay | F   | Felipe Carvalho (återvänder efter lån från Malmö FF) |

| Nr | Land    | Pos | Namn                                                 |
| -- | ------- | --- | ---------------------------------------------------- |
| 77 | Sverige | MF  | Kamal Mustafa (Klubb ej klar)                        |
| 2  | Sverige | F   | Rasmus Sjöstedt (till Aris Limassol)                 |
| 18 | England | A   | Hakeem Araba (till Næstved)                          |
| 16 | Sverige | MV  | Alexander Lundin (till Västerås SK)                  |
| 1  | Sverige | MV  | Otto Martler (till IFK Norrköping)                   |
| 30 | Norge   | MF  | Thomas Drage (Klubb ej klar)                         |
| 17 | Sverige | A   | Jesper Karlsson (till IF Elfsborg)                   |
| 21 | Danmark | F   | Thomas Juel-Nielsen (till Århus)                     |
| 25 | Uruguay | F   | Felipe Carvalho (återvänder efter lån från Malmö FF) |

### Gais
| Nr | Land    | Pos | Namn                                     |
| -- | ------- | --- | ---------------------------------------- |
|    | Sverige | F   | Daniel Janevski (från IK Oddevold)       |
|    | Sverige | MF  | Andreas Peterson (från Levanger)         |
|    | Sverige | MV  | Damir Mehic (från Jönköpings Södra IF)   |
|    | Sverige | MF  | Erik Westermark (från Utsiktens BK)      |
|    | Sverige | F   | Alexander Leksell (från IFK Göteborg)    |
|    | Sverige | F   | Niclas Andersén (från BK Häcken)         |
|    | Sverige | F   | Sebastian Möller (från Vinbergs IF)      |
|    | Sverige | MF  | Arvin Shojaee (från Qviding FIF)         |
|    | Sverige | MF  | Johan Svahn (från IFK Värnamo)           |
|    | Sverige | MF  | Dusan Djuric (från Dalkurd FF)           |
|    | Sverige | A   | Ajdin Zeljkovic (från Gunnilse IS)       |
|    | Sverige | A   | Alibek Aliev (inlånad från CSKA Moskva)  |
|    | Sverige | MF  | Rickson Mansiamina (inlånad från AIK)    |
|    | Sverige | MF  | Mattias Kano (Uppflyttad från U19-laget) |

| Nr | Land    | Pos | Namn                                     |
| -- | ------- | --- | ---------------------------------------- |
|    | Sverige | F   | Daniel Janevski (från IK Oddevold)       |
|    | Sverige | MF  | Andreas Peterson (från Levanger)         |
|    | Sverige | MV  | Damir Mehic (från Jönköpings Södra IF)   |
|    | Sverige | MF  | Erik Westermark (från Utsiktens BK)      |
|    | Sverige | F   | Alexander Leksell (från IFK Göteborg)    |
|    | Sverige | F   | Niclas Andersén (från BK Häcken)         |
|    | Sverige | F   | Sebastian Möller (från Vinbergs IF)      |
|    | Sverige | MF  | Arvin Shojaee (från Qviding FIF)         |
|    | Sverige | MF  | Johan Svahn (från IFK Värnamo)           |
|    | Sverige | MF  | Dusan Djuric (från Dalkurd FF)           |
|    | Sverige | A   | Ajdin Zeljkovic (från Gunnilse IS)       |
|    | Sverige | A   | Alibek Aliev (inlånad från CSKA Moskva)  |
|    | Sverige | MF  | Rickson Mansiamina (inlånad från AIK)    |
|    | Sverige | MF  | Mattias Kano (Uppflyttad från U19-laget) |

| Nr | Land        | Pos | Namn                                        |
| -- | ----------- | --- | ------------------------------------------- |
| 22 | Sverige     | F   | Björn Andersson (Slutar)                    |
| 29 | Sverige     | F   | Danny Ervik (till Örgryte IS)               |
| 8  | Nya Zeeland | MF  | Craig Henderson (till Indy Eleven)          |
| 21 | Sverige     | MF  | Johan Lundgren (till FC Trollhättan)        |
| 3  | England     | MF  | Liam Lloyd Davis (till Cheltenham Town)     |
| 19 | Sverige     | A   | David Johannesson (till Östers IF)          |
| 11 | England     | MF  | Kieron Cadogan (Klubb ej klar)              |
| 14 | Island      | MF  | Bragi Bergsson (till IK Oddevold)           |
| 5  | Sydafrika   | MF  | Luther Singh (till Braga)                   |
| -  | Sydafrika   | A   | Ziyaad Basson (Klubb ej klar)               |
| 7  | Sverige     | MF  | Robin Book (till Utsiktens BK)              |
| 1  | Sverige     | MV  | Tommi Vaiho (till Djurgårdens IF)           |
| 94 | Sverige     | MV  | Jesper Johansson (utlånad till Mjällby AIF) |

| Nr | Land        | Pos | Namn                                        |
| -- | ----------- | --- | ------------------------------------------- |
| 22 | Sverige     | F   | Björn Andersson (Slutar)                    |
| 29 | Sverige     | F   | Danny Ervik (till Örgryte IS)               |
| 8  | Nya Zeeland | MF  | Craig Henderson (till Indy Eleven)          |
| 21 | Sverige     | MF  | Johan Lundgren (till FC Trollhättan)        |
| 3  | England     | MF  | Liam Lloyd Davis (till Cheltenham Town)     |
| 19 | Sverige     | A   | David Johannesson (till Östers IF)          |
| 11 | England     | MF  | Kieron Cadogan (Klubb ej klar)              |
| 14 | Island      | MF  | Bragi Bergsson (till IK Oddevold)           |
| 5  | Sydafrika   | MF  | Luther Singh (till Braga)                   |
| -  | Sydafrika   | A   | Ziyaad Basson (Klubb ej klar)               |
| 7  | Sverige     | MF  | Robin Book (till Utsiktens BK)              |
| 1  | Sverige     | MV  | Tommi Vaiho (till Djurgårdens IF)           |
| 94 | Sverige     | MV  | Jesper Johansson (utlånad till Mjällby AIF) |

### Gefle IF
| Nr | Land           | Pos | Namn                                                         |
| -- | -------------- | --- | ------------------------------------------------------------ |
| 24 | Kongo-Kinshasa | MF  | René Makondele (från BK Häcken)                              |
| 11 | Sverige        | A   | Adam Bergmark Wiberg (från Täby FK)                          |
| 5  | Sverige        | F   | Jesper Björkman (från Helsingborgs IF)                       |
| 8  | Sverige        | MF  | Christian Ljungberg (från Ängelholms FF)                     |
| 7  | Sverige        | MF  | Piotr Johansson (från Malmö FF)                              |
| 1  | Sverige        | MV  | August Strömberg (från Ljungskile SK)                        |
| 10 | Turkiet        | A   | Deniz Hümmet (från Troyes)                                   |
| 22 | Sverige        | MV  | Viktor Frodig (Uppflyttad från U19-laget)                    |
| 12 | Sverige        | MF  | Samuel Gussman (Uppflyttad från U19-laget)                   |
| 18 | Sverige        | A   | Tshutshu Tshakasua (återvänder efter lån till Sandvikens IF) |

| Nr | Land           | Pos | Namn                                                         |
| -- | -------------- | --- | ------------------------------------------------------------ |
| 24 | Kongo-Kinshasa | MF  | René Makondele (från BK Häcken)                              |
| 11 | Sverige        | A   | Adam Bergmark Wiberg (från Täby FK)                          |
| 5  | Sverige        | F   | Jesper Björkman (från Helsingborgs IF)                       |
| 8  | Sverige        | MF  | Christian Ljungberg (från Ängelholms FF)                     |
| 7  | Sverige        | MF  | Piotr Johansson (från Malmö FF)                              |
| 1  | Sverige        | MV  | August Strömberg (från Ljungskile SK)                        |
| 10 | Turkiet        | A   | Deniz Hümmet (från Troyes)                                   |
| 22 | Sverige        | MV  | Viktor Frodig (Uppflyttad från U19-laget)                    |
| 12 | Sverige        | MF  | Samuel Gussman (Uppflyttad från U19-laget)                   |
| 18 | Sverige        | A   | Tshutshu Tshakasua (återvänder efter lån till Sandvikens IF) |

| Nr | Land    | Pos | Namn                                                  |
| -- | ------- | --- | ----------------------------------------------------- |
| 3  | Norge   | F   | Simen Rafn (till Lilleström)                          |
| 1  | Sverige | MV  | Emil Hedvall (Slutar)                                 |
| 13 | Sverige | MF  | Johan Bertilsson (till Östersunds FK)                 |
| 10 | Liberia | A   | Dioh Williams (Klubb ej klar)                         |
| -  | Sverige | MV  | Oskar Larsson (Klubb ej klar)                         |
| 12 | Sverige | MF  | Anders Bååth (till IF Brommapojkarna)                 |
| 5  | Sverige | F   | Jacob Ericsson (till Örgryte IS)                      |
| 7  | Sverige | MF  | Robin Nilsson (till Trelleborgs FF)                   |
| 20 | Sverige | A   | Emil Bellander (till Åtvidabergs FF)                  |
| 25 | Sverige | MV  | Andreas Andersson (utlånad till Östersunds FK)        |
| 18 | Sverige | A   | York Rafael (återvänder efter lån från Sandvikens IF) |
| 8  | Finland | MF  | Simon Skrabb (återvänder efter lån från Jaro)         |

| Nr | Land    | Pos | Namn                                                  |
| -- | ------- | --- | ----------------------------------------------------- |
| 3  | Norge   | F   | Simen Rafn (till Lilleström)                          |
| 1  | Sverige | MV  | Emil Hedvall (Slutar)                                 |
| 13 | Sverige | MF  | Johan Bertilsson (till Östersunds FK)                 |
| 10 | Liberia | A   | Dioh Williams (Klubb ej klar)                         |
| -  | Sverige | MV  | Oskar Larsson (Klubb ej klar)                         |
| 12 | Sverige | MF  | Anders Bååth (till IF Brommapojkarna)                 |
| 5  | Sverige | F   | Jacob Ericsson (till Örgryte IS)                      |
| 7  | Sverige | MF  | Robin Nilsson (till Trelleborgs FF)                   |
| 20 | Sverige | A   | Emil Bellander (till Åtvidabergs FF)                  |
| 25 | Sverige | MV  | Andreas Andersson (utlånad till Östersunds FK)        |
| 18 | Sverige | A   | York Rafael (återvänder efter lån från Sandvikens IF) |
| 8  | Finland | MF  | Simon Skrabb (återvänder efter lån från Jaro)         |

### Helsingborgs IF
| Nr | Land    | Pos | Namn                                       |
| -- | ------- | --- | ------------------------------------------ |
|    | Nigeria | A   | Oke Akpoveta (från Dalkurd FF)             |
|    | Ghana   | MF  | Edwin Gyimah (från Orlando Pirates)        |
|    | Sverige | MV  | Kalle Joelsson (Uppflyttad från U19-laget) |
|    | Sverige | MF  | Max Svensson (Uppflyttad från U19-laget)   |

| Nr | Land    | Pos | Namn                                       |
| -- | ------- | --- | ------------------------------------------ |
|    | Nigeria | A   | Oke Akpoveta (från Dalkurd FF)             |
|    | Ghana   | MF  | Edwin Gyimah (från Orlando Pirates)        |
|    | Sverige | MV  | Kalle Joelsson (Uppflyttad från U19-laget) |
|    | Sverige | MF  | Max Svensson (Uppflyttad från U19-laget)   |

| Nr | Land     | Pos | Namn                                         |
| -- | -------- | --- | -------------------------------------------- |
| 4  | Sverige  | F   | Christoffer Andersson (Slutar)               |
| 27 | Togo     | MF  | Lalawélé Atakora (Klubb ej klar)             |
| 29 | Sverige  | F   | Jesper Björkman (till Gefle IF)              |
| 9  | Zimbabwe | A   | Matthew Rusike (till Sfaxien)                |
| 41 | Kanada   | MV  | Tomer Chencinski (till Shamrock Rovers)      |
| 5  | Sverige  | MF  | Johan Mårtensson (till Örebro SK)            |
| 18 | Sverige  | A   | Jordan Larsson (till NEC Nijmegen)           |
| 19 | Sverige  | MF  | Darijan Bojanic (utlånad till Östersunds FK) |
| 15 | Sverige  | A   | Linus Hallenius (till GIF Sundsvall)         |
| 25 | Sverige  | F   | Felix Bindelöv (utlånad till Sandvikens IF)  |
| 23 | Sverige  | F   | Jonathan Larsson (utlånad till IFK Luleå)    |

| Nr | Land     | Pos | Namn                                         |
| -- | -------- | --- | -------------------------------------------- |
| 4  | Sverige  | F   | Christoffer Andersson (Slutar)               |
| 27 | Togo     | MF  | Lalawélé Atakora (Klubb ej klar)             |
| 29 | Sverige  | F   | Jesper Björkman (till Gefle IF)              |
| 9  | Zimbabwe | A   | Matthew Rusike (till Sfaxien)                |
| 41 | Kanada   | MV  | Tomer Chencinski (till Shamrock Rovers)      |
| 5  | Sverige  | MF  | Johan Mårtensson (till Örebro SK)            |
| 18 | Sverige  | A   | Jordan Larsson (till NEC Nijmegen)           |
| 19 | Sverige  | MF  | Darijan Bojanic (utlånad till Östersunds FK) |
| 15 | Sverige  | A   | Linus Hallenius (till GIF Sundsvall)         |
| 25 | Sverige  | F   | Felix Bindelöv (utlånad till Sandvikens IF)  |
| 23 | Sverige  | F   | Jonathan Larsson (utlånad till IFK Luleå)    |

### IF Brommapojkarna
| Nr | Land    | Pos | Namn                                                              |
| -- | ------- | --- | ----------------------------------------------------------------- |
|    | Sverige | F   | Kyle Konwea (från Assyriska FF)                                   |
|    | Italien | A   | Luca Gerbino Polo (från Akropolis IF)                             |
|    | Sverige | F   | Erik Figueroa (från AFC Eskilstuna)                               |
|    | Sverige | A   | Tim Söderström (från Assyriska FF)                                |
|    | Sverige | A   | Kevin Kabran (från Vasalunds IF)                                  |
|    | Serbien | MV  | Budmir Janosevic (från Spartak Subotica)                          |
|    | Sverige | MF  | Besard Sabovic (inlånad från Djurgårdens IF)                      |
|    | Sverige | MF  | Anders Bååth (från Gefle IF)                                      |
|    | Sverige | F   | Johan Falkmar (från Karlstad BK)                                  |
|    | Sverige | MV  | Viktor Göranzon (återvänder efter lån till Syrianska IF Kerburan) |

| Nr | Land    | Pos | Namn                                                              |
| -- | ------- | --- | ----------------------------------------------------------------- |
|    | Sverige | F   | Kyle Konwea (från Assyriska FF)                                   |
|    | Italien | A   | Luca Gerbino Polo (från Akropolis IF)                             |
|    | Sverige | F   | Erik Figueroa (från AFC Eskilstuna)                               |
|    | Sverige | A   | Tim Söderström (från Assyriska FF)                                |
|    | Sverige | A   | Kevin Kabran (från Vasalunds IF)                                  |
|    | Serbien | MV  | Budmir Janosevic (från Spartak Subotica)                          |
|    | Sverige | MF  | Besard Sabovic (inlånad från Djurgårdens IF)                      |
|    | Sverige | MF  | Anders Bååth (från Gefle IF)                                      |
|    | Sverige | F   | Johan Falkmar (från Karlstad BK)                                  |
|    | Sverige | MV  | Viktor Göranzon (återvänder efter lån till Syrianska IF Kerburan) |

| Nr | Land    | Pos | Namn                                               |
| -- | ------- | --- | -------------------------------------------------- |
|    | Sverige | MF  | Gabriel Özkan (Klubb ej klar)                      |
|    | Sverige | MV  | Daniel Örlund (Slutat)                             |
|    | Sverige | A   | Isak Nylén (Klubb ej klar)                         |
|    | Sverige | A   | Christian Kouakou (till Nyköpings BIS)             |
|    | Gambia  | F   | Omar Jawo (till IFK Aspudden-Tellus)               |
|    | Sverige | F   | Nemrut Awrohum (till Arameisk-Syrianska IF)        |
|    | Sverige | MF  | Joel Löw (Klubb ej klar)                           |
|    | Sverige | MF  | Stefano Vecchia (till IK Sirius)                   |
|    | Sverige | A   | Emir Smajic (till Achilles '29)                    |
|    | Sverige | A   | Love Reuterswärd (utlånad till Assyriska FF)       |
|    | Sverige | MF  | Seth Hellberg (till Syrianska FC)                  |
|    | Sverige | MF  | Daniel Stensson (utlånad till Assyriska FF)        |
|    | Gabon   | MF  | Serge-Junior Martinsson Ngouali (till Hammarby IF) |
|    | Sverige | F   | Felix Beijmo (till Djurgårdens IF)                 |

| Nr | Land    | Pos | Namn                                               |
| -- | ------- | --- | -------------------------------------------------- |
|    | Sverige | MF  | Gabriel Özkan (Klubb ej klar)                      |
|    | Sverige | MV  | Daniel Örlund (Slutat)                             |
|    | Sverige | A   | Isak Nylén (Klubb ej klar)                         |
|    | Sverige | A   | Christian Kouakou (till Nyköpings BIS)             |
|    | Gambia  | F   | Omar Jawo (till IFK Aspudden-Tellus)               |
|    | Sverige | F   | Nemrut Awrohum (till Arameisk-Syrianska IF)        |
|    | Sverige | MF  | Joel Löw (Klubb ej klar)                           |
|    | Sverige | MF  | Stefano Vecchia (till IK Sirius)                   |
|    | Sverige | A   | Emir Smajic (till Achilles '29)                    |
|    | Sverige | A   | Love Reuterswärd (utlånad till Assyriska FF)       |
|    | Sverige | MF  | Seth Hellberg (till Syrianska FC)                  |
|    | Sverige | MF  | Daniel Stensson (utlånad till Assyriska FF)        |
|    | Gabon   | MF  | Serge-Junior Martinsson Ngouali (till Hammarby IF) |
|    | Sverige | F   | Felix Beijmo (till Djurgårdens IF)                 |

### IFK Värnamo
| Nr | Land        | Pos | Namn                                                |
| -- | ----------- | --- | --------------------------------------------------- |
|    | Zimbabwe    | MF  | Archford Gutu (från CAPS United)                    |
|    | USA         | A   | Ryan Finley (från Næstved)                          |
|    | Sverige     | F   | Fredrik Lundgren (från Ängelholms FF)               |
|    | Nigeria     | F   | Adebayo Ademilua (från Nath Boys)                   |
|    | Sverige     | MF  | Petar Petrovic (från Ängelholms FF)                 |
|    | Nya Zeeland | F   | Tyler Lissette (från Western Suburbs)               |
|    | Sverige     | MF  | Albin Seger (från BKV Norrtälje)                    |
|    | Sverige     | A   | Melvin Frithzell (från Kvarnby IK)                  |
|    | Sverige     | MF  | Liridon Silka (från Jönköpings Södra IF)            |
|    | Belarus     | MV  | Pilip Vaitsiakhovich (från FC Trollhättan)          |
|    | Sverige     | A   | Yves Nkuru (återvänder efter lån till Alvesta GoIF) |

| Nr | Land        | Pos | Namn                                                |
| -- | ----------- | --- | --------------------------------------------------- |
|    | Zimbabwe    | MF  | Archford Gutu (från CAPS United)                    |
|    | USA         | A   | Ryan Finley (från Næstved)                          |
|    | Sverige     | F   | Fredrik Lundgren (från Ängelholms FF)               |
|    | Nigeria     | F   | Adebayo Ademilua (från Nath Boys)                   |
|    | Sverige     | MF  | Petar Petrovic (från Ängelholms FF)                 |
|    | Nya Zeeland | F   | Tyler Lissette (från Western Suburbs)               |
|    | Sverige     | MF  | Albin Seger (från BKV Norrtälje)                    |
|    | Sverige     | A   | Melvin Frithzell (från Kvarnby IK)                  |
|    | Sverige     | MF  | Liridon Silka (från Jönköpings Södra IF)            |
|    | Belarus     | MV  | Pilip Vaitsiakhovich (från FC Trollhättan)          |
|    | Sverige     | A   | Yves Nkuru (återvänder efter lån till Alvesta GoIF) |

| Nr | Land    | Pos | Namn                                                      |
| -- | ------- | --- | --------------------------------------------------------- |
| 31 | Sverige | MV  | Jonathan Rasheed (till BK Häcken)                         |
| 6  | Sverige | F   | Martin Claesson (Slutat)                                  |
| 8  | Sverige | A   | Dido Hussein (Klubb ej klar)                              |
| 15 | Danmark | F   | Peter Jul Nielsen (till Middelfart)                       |
| 23 | Sverige | F   | David Engström (till BK Häcken)                           |
| 11 | Sverige | MF  | Adam Chennoufi (till Team TG FF)                          |
| 10 | Sverige | MF  | Johan Svahn (till GAIS)                                   |
| 5  | Sverige | F   | Tobias Englund (till Falkenbergs FF)                      |
| 14 | Sverige | F   | Henrik Widén (Klubb ej klar)                              |
| 8  | Sverige | MF  | Gentrit Citaku (återvänder efter lån från IFK Norrköping) |

| Nr | Land    | Pos | Namn                                                      |
| -- | ------- | --- | --------------------------------------------------------- |
| 31 | Sverige | MV  | Jonathan Rasheed (till BK Häcken)                         |
| 6  | Sverige | F   | Martin Claesson (Slutat)                                  |
| 8  | Sverige | A   | Dido Hussein (Klubb ej klar)                              |
| 15 | Danmark | F   | Peter Jul Nielsen (till Middelfart)                       |
| 23 | Sverige | F   | David Engström (till BK Häcken)                           |
| 11 | Sverige | MF  | Adam Chennoufi (till Team TG FF)                          |
| 10 | Sverige | MF  | Johan Svahn (till GAIS)                                   |
| 5  | Sverige | F   | Tobias Englund (till Falkenbergs FF)                      |
| 14 | Sverige | F   | Henrik Widén (Klubb ej klar)                              |
| 8  | Sverige | MF  | Gentrit Citaku (återvänder efter lån från IFK Norrköping) |

### IK Frej
| Nr | Land    | Pos | Namn                                       |
| -- | ------- | --- | ------------------------------------------ |
|    | Serbien | F   | Danilo Kuzmanovic (från Täby FK)           |
|    | Nigeria | A   | Nsima Peter (från Varbergs BoIS)           |
|    | Sverige | A   | Franco Karroum (från FC Djursholm)         |
|    | Island  | F   | Noi Olafsson (från BKV Norrtälje)          |
|    | Sverige | F   | Martin Falkeborn (inlånad från Lilleström) |
|    | England | F   | Alie Sesay (från Barnet)                   |
|    | Sverige | F   | Alfred Sigemo (Uppflyttad från U19-laget)  |
|    | Sverige | MF  | Oliver Kilic (Uppflyttad från U19-laget)   |

| Nr | Land    | Pos | Namn                                       |
| -- | ------- | --- | ------------------------------------------ |
|    | Serbien | F   | Danilo Kuzmanovic (från Täby FK)           |
|    | Nigeria | A   | Nsima Peter (från Varbergs BoIS)           |
|    | Sverige | A   | Franco Karroum (från FC Djursholm)         |
|    | Island  | F   | Noi Olafsson (från BKV Norrtälje)          |
|    | Sverige | F   | Martin Falkeborn (inlånad från Lilleström) |
|    | England | F   | Alie Sesay (från Barnet)                   |
|    | Sverige | F   | Alfred Sigemo (Uppflyttad från U19-laget)  |
|    | Sverige | MF  | Oliver Kilic (Uppflyttad från U19-laget)   |

| Nr | Land    | Pos | Namn                                         |
| -- | ------- | --- | -------------------------------------------- |
| 8  | Sverige | MF  | Pontus Silfwer (till Mjøndalen)              |
| 5  | Sverige | F   | Daniel Theorin (Slutar)                      |
| 77 | Sverige | MV  | Marko Atanackovic (Klubb ej klar)            |
| 6  | Sverige | F   | Johannes Gustafsson (Klubb ej klar)          |
| 10 | Sverige | MF  | Matias Ledezma (till Arameiska-Syrianska IF) |
| 15 | Sverige | A   | Victor Söderström (Klubb ej klar)            |
| 3  | Ghana   | A   | Abdul Basit Adam (Klubb ej klar)             |
| 7  | Sverige | F   | Richard Spong (Klubb ej klar)                |
| 9  | Sverige | A   | Alagie Sosseh (Klubb ej klar)                |
| 4  | Sverige | F   | Filip Almström-Tähti (till Notodden)         |

| Nr | Land    | Pos | Namn                                         |
| -- | ------- | --- | -------------------------------------------- |
| 8  | Sverige | MF  | Pontus Silfwer (till Mjøndalen)              |
| 5  | Sverige | F   | Daniel Theorin (Slutar)                      |
| 77 | Sverige | MV  | Marko Atanackovic (Klubb ej klar)            |
| 6  | Sverige | F   | Johannes Gustafsson (Klubb ej klar)          |
| 10 | Sverige | MF  | Matias Ledezma (till Arameiska-Syrianska IF) |
| 15 | Sverige | A   | Victor Söderström (Klubb ej klar)            |
| 3  | Ghana   | A   | Abdul Basit Adam (Klubb ej klar)             |
| 7  | Sverige | F   | Richard Spong (Klubb ej klar)                |
| 9  | Sverige | A   | Alagie Sosseh (Klubb ej klar)                |
| 4  | Sverige | F   | Filip Almström-Tähti (till Notodden)         |

### Norrby IF
| Nr | Land    | Pos | Namn                                          |
| -- | ------- | --- | --------------------------------------------- |
|    | Sverige | MF  | Jesper Brandt (från Qviding FIF)              |
|    | Sverige | F   | Viktor Nilsson (från IF Elfsborg)             |
|    | Sverige | F   | Meriton Qoraj (från Qviding FIF)              |
|    | Sverige | F   | Liridon Gashi (från IF Elfsborg)              |
|    | Sverige | MF  | Patrik Pettersen (från IFK Luleå)             |
|    | Ghana   | MF  | Prosper Kasim (inlånad från IFK Göteborg)     |
|    | Sverige | F   | Max Watson (inlånad från Jönköpings Södra IF) |

| Nr | Land    | Pos | Namn                                          |
| -- | ------- | --- | --------------------------------------------- |
|    | Sverige | MF  | Jesper Brandt (från Qviding FIF)              |
|    | Sverige | F   | Viktor Nilsson (från IF Elfsborg)             |
|    | Sverige | F   | Meriton Qoraj (från Qviding FIF)              |
|    | Sverige | F   | Liridon Gashi (från IF Elfsborg)              |
|    | Sverige | MF  | Patrik Pettersen (från IFK Luleå)             |
|    | Ghana   | MF  | Prosper Kasim (inlånad från IFK Göteborg)     |
|    | Sverige | F   | Max Watson (inlånad från Jönköpings Södra IF) |

| Nr | Land    | Pos | Namn                                      |
| -- | ------- | --- | ----------------------------------------- |
|    | Sverige | A   | Richard Yarsuvat (till Dalkurd FF)        |
|    | Sverige | F   | Briar Faraj (Klubb ej klar)               |
|    | Sverige | MF  | Filip Johannesson (till Borås AIK)        |
|    | Sverige | MF  | Fehim Smajlovic (Klubb ej klar)           |
|    | Sverige | F   | Kristoffer Strömberg (till Fristads GoIF) |
|    | Sverige | A   | Victor Rotting (Klubb ej klar)            |
|    | Sverige | A   | Timmie Roininen (Klubb ej klar)           |
|    | Sverige | MF  | Simon Jarl (Klubb ej klar)                |

| Nr | Land    | Pos | Namn                                      |
| -- | ------- | --- | ----------------------------------------- |
|    | Sverige | A   | Richard Yarsuvat (till Dalkurd FF)        |
|    | Sverige | F   | Briar Faraj (Klubb ej klar)               |
|    | Sverige | MF  | Filip Johannesson (till Borås AIK)        |
|    | Sverige | MF  | Fehim Smajlovic (Klubb ej klar)           |
|    | Sverige | F   | Kristoffer Strömberg (till Fristads GoIF) |
|    | Sverige | A   | Victor Rotting (Klubb ej klar)            |
|    | Sverige | A   | Timmie Roininen (Klubb ej klar)           |
|    | Sverige | MF  | Simon Jarl (Klubb ej klar)                |

### Syrianska FC
| Nr | Land                    | Pos | Namn                                                             |
| -- | ----------------------- | --- | ---------------------------------------------------------------- |
|    | Sverige                 | MF  | Josef Ibrahim (från IFK Mariehamn)                               |
|    | Sverige                 | F   | Adi Terzic (från Mjällby AIF)                                    |
|    | USA                     | MF  | Paul Torres (från Assyriska FF)                                  |
|    | Sverige                 | MF  | George Makdessi (från Assyriska FF)                              |
|    | Sverige                 | A   | Aziz Ada (från AIK)                                              |
|    | Sverige                 | A   | Mattias Genc (från Assyriska FF)                                 |
|    | Frankrike               | F   | Mamadou Wagué (från Zhetysu)                                     |
|    | Elfenbenskusten         | F   | Abdel Diarra (från Antalyaspor)                                  |
|    | Sverige                 | MF  | Seth Hellberg (från IF Brommapojkarna)                           |
|    | Bosnien och Hercegovina | MF  | Semir Music (från Grasshopper)                                   |
|    | Sverige                 | MF  | Charbel Mirza (återvänder efter lån till Arameiska-Syrianska IF) |

| Nr | Land                    | Pos | Namn                                                             |
| -- | ----------------------- | --- | ---------------------------------------------------------------- |
|    | Sverige                 | MF  | Josef Ibrahim (från IFK Mariehamn)                               |
|    | Sverige                 | F   | Adi Terzic (från Mjällby AIF)                                    |
|    | USA                     | MF  | Paul Torres (från Assyriska FF)                                  |
|    | Sverige                 | MF  | George Makdessi (från Assyriska FF)                              |
|    | Sverige                 | A   | Aziz Ada (från AIK)                                              |
|    | Sverige                 | A   | Mattias Genc (från Assyriska FF)                                 |
|    | Frankrike               | F   | Mamadou Wagué (från Zhetysu)                                     |
|    | Elfenbenskusten         | F   | Abdel Diarra (från Antalyaspor)                                  |
|    | Sverige                 | MF  | Seth Hellberg (från IF Brommapojkarna)                           |
|    | Bosnien och Hercegovina | MF  | Semir Music (från Grasshopper)                                   |
|    | Sverige                 | MF  | Charbel Mirza (återvänder efter lån till Arameiska-Syrianska IF) |

| Nr | Land       | Pos | Namn                                                  |
| -- | ---------- | --- | ----------------------------------------------------- |
| 77 | Sverige    | MF  | Louay Chanko (Klubb ej klar)                          |
| 1  | Sverige    | MV  | Dejan Garaca (Klubb ej klar)                          |
| 5  | Sverige    | MF  | Stefan Ilic (Klubb ej klar)                           |
| 22 | Sverige    | F   | Alexander Michel (Klubb ej klar)                      |
| 15 | Sverige    | MF  | Gino Michell Yürekci (Klubb ej klar)                  |
| 8  | Sverige    | MF  | Daniel Bennassar Nilsson (Klubb ej klar)              |
| -  | Tyskland   | MF  | Antonyus Celik (Klubb ej klar)                        |
| 29 | Martinique | A   | Yoann Arquin (till Mansfield Town)                    |
| 10 | Sverige    | MF  | Nahir Oyal (Klubb ej klar)                            |
| 24 | Sverige    | A   | Marko Nikolic (återvänder efter lån från AIK)         |
| 24 | Sverige    | A   | Heradi Rashidi (återvänder efter lån från Dalkurd FF) |

| Nr | Land       | Pos | Namn                                                  |
| -- | ---------- | --- | ----------------------------------------------------- |
| 77 | Sverige    | MF  | Louay Chanko (Klubb ej klar)                          |
| 1  | Sverige    | MV  | Dejan Garaca (Klubb ej klar)                          |
| 5  | Sverige    | MF  | Stefan Ilic (Klubb ej klar)                           |
| 22 | Sverige    | F   | Alexander Michel (Klubb ej klar)                      |
| 15 | Sverige    | MF  | Gino Michell Yürekci (Klubb ej klar)                  |
| 8  | Sverige    | MF  | Daniel Bennassar Nilsson (Klubb ej klar)              |
| -  | Tyskland   | MF  | Antonyus Celik (Klubb ej klar)                        |
| 29 | Martinique | A   | Yoann Arquin (till Mansfield Town)                    |
| 10 | Sverige    | MF  | Nahir Oyal (Klubb ej klar)                            |
| 24 | Sverige    | A   | Marko Nikolic (återvänder efter lån från AIK)         |
| 24 | Sverige    | A   | Heradi Rashidi (återvänder efter lån från Dalkurd FF) |

### Trelleborgs FF
| Nr | Land    | Pos | Namn                                       |
| -- | ------- | --- | ------------------------------------------ |
|    | Sverige | MF  | Johan Brannefalk (från Malmö FF)           |
|    | Sverige | F   | Albin Nilsson (från Ängelholms FF)         |
|    | Sverige | MF  | Robin Nilsson (från Gefle IF)              |
|    | Sverige | MV  | Marko Johansson (inlånad från Malmö FF)    |
|    | Sverige | A   | Dino Islamovic (från Groningen)            |
|    | Sverige | MF  | Hugo Andersson (Uppflyttad från U19-laget) |

| Nr | Land    | Pos | Namn                                       |
| -- | ------- | --- | ------------------------------------------ |
|    | Sverige | MF  | Johan Brannefalk (från Malmö FF)           |
|    | Sverige | F   | Albin Nilsson (från Ängelholms FF)         |
|    | Sverige | MF  | Robin Nilsson (från Gefle IF)              |
|    | Sverige | MV  | Marko Johansson (inlånad från Malmö FF)    |
|    | Sverige | A   | Dino Islamovic (från Groningen)            |
|    | Sverige | MF  | Hugo Andersson (Uppflyttad från U19-laget) |

| Nr | Land    | Pos | Namn                                   |
| -- | ------- | --- | -------------------------------------- |
| 3  | Kanada  | F   | Roger Thompson (Klubb ej klar)         |
| 8  | Sverige | MF  | Robin Andersson (Klubb ej klar)        |
| 20 | Sverige | MV  | Linus Müller (Klubb ej klar)           |
| 22 | Sverige | MF  | Freddie Sramek (Klubb ej klar)         |
| 29 | Sverige | MF  | Denis Malovic (Klubb ej klar)          |
| 11 | Sverige | A   | Admir Osmancevic (till Lunds BK)       |
| 18 | Sverige | MF  | Philip Cascalheira (till FC Rosengård) |
| 16 | Sverige | F   | Linus Fridolf (till FC Rosengård)      |

| Nr | Land    | Pos | Namn                                   |
| -- | ------- | --- | -------------------------------------- |
| 3  | Kanada  | F   | Roger Thompson (Klubb ej klar)         |
| 8  | Sverige | MF  | Robin Andersson (Klubb ej klar)        |
| 20 | Sverige | MV  | Linus Müller (Klubb ej klar)           |
| 22 | Sverige | MF  | Freddie Sramek (Klubb ej klar)         |
| 29 | Sverige | MF  | Denis Malovic (Klubb ej klar)          |
| 11 | Sverige | A   | Admir Osmancevic (till Lunds BK)       |
| 18 | Sverige | MF  | Philip Cascalheira (till FC Rosengård) |
| 16 | Sverige | F   | Linus Fridolf (till FC Rosengård)      |

### Varbergs BoIS
| Nr | Land    | Pos | Namn                                           |
| -- | ------- | --- | ---------------------------------------------- |
|    | Sverige | A   | Gabriel Altemark-Vanneryr (från Ljungskile SK) |
|    | Sverige | F   | Billy Nordström (inlånad från IFK Göteborg)    |
|    | Sverige | F   | Oliver Stanisic (från Qviding FIF)             |
|    | Sverige | MF  | Isac Johansson (Uppflyttad från U19-laget)     |

| Nr | Land    | Pos | Namn                                           |
| -- | ------- | --- | ---------------------------------------------- |
|    | Sverige | A   | Gabriel Altemark-Vanneryr (från Ljungskile SK) |
|    | Sverige | F   | Billy Nordström (inlånad från IFK Göteborg)    |
|    | Sverige | F   | Oliver Stanisic (från Qviding FIF)             |
|    | Sverige | MF  | Isac Johansson (Uppflyttad från U19-laget)     |

| Nr | Land    | Pos | Namn                                                      |
| -- | ------- | --- | --------------------------------------------------------- |
| 20 | Sverige | MF  | Sebastian Crona (till Östers IF)                          |
| 16 | Nigeria | A   | Nsima Peter (till IK Frej)                                |
| 4  | Sverige | F   | Thommie Persson (Klubb ej klar)                           |
| 25 | Sverige | A   | Oliver Nåfors (Klubb ej klar)                             |
| 17 | Sverige | MF  | Victor Strömberg (Klubb ej klar)                          |
| 10 | Sverige | A   | Liridon Selmani (till Östsiden)                           |
| 7  | Sverige | MF  | Arbios Mzi (till Varbergs GIF)                            |
| 26 | Sverige | F   | Viktor Nilsson (återvänder efter lån från IF Elfsborg)    |
| 11 | Norge   | MF  | Mats-André Kaland (återvänder efter lån från Fredrikstad) |
| 27 | Norge   | MF  | Andreas Aalbu (återvänder efter lån från Fredrikstad)     |
| 5  | Norge   | F   | Ivan Näsberg (återvänder efter lån från Vålerengen)       |

| Nr | Land    | Pos | Namn                                                      |
| -- | ------- | --- | --------------------------------------------------------- |
| 20 | Sverige | MF  | Sebastian Crona (till Östers IF)                          |
| 16 | Nigeria | A   | Nsima Peter (till IK Frej)                                |
| 4  | Sverige | F   | Thommie Persson (Klubb ej klar)                           |
| 25 | Sverige | A   | Oliver Nåfors (Klubb ej klar)                             |
| 17 | Sverige | MF  | Victor Strömberg (Klubb ej klar)                          |
| 10 | Sverige | A   | Liridon Selmani (till Östsiden)                           |
| 7  | Sverige | MF  | Arbios Mzi (till Varbergs GIF)                            |
| 26 | Sverige | F   | Viktor Nilsson (återvänder efter lån från IF Elfsborg)    |
| 11 | Norge   | MF  | Mats-André Kaland (återvänder efter lån från Fredrikstad) |
| 27 | Norge   | MF  | Andreas Aalbu (återvänder efter lån från Fredrikstad)     |
| 5  | Norge   | F   | Ivan Näsberg (återvänder efter lån från Vålerengen)       |

### Åtvidabergs FF
| Nr | Land    | Pos | Namn                                       |
| -- | ------- | --- | ------------------------------------------ |
|    | Sverige | MF  | Fredrik Holster (från Assyriska FF)        |
|    | Sverige | F   | Sebastian Ramhorn (inlånad från Kalmar FF) |
|    | Sverige | A   | Emil Bellander (från Gefle IF)             |
|    | Sverige | F   | Johan Ramhorn (inlånad från Kalmar FF)     |
|    | Sverige | A   | Linus Tornblad (från Ljungskile SK)        |

| Nr | Land    | Pos | Namn                                       |
| -- | ------- | --- | ------------------------------------------ |
|    | Sverige | MF  | Fredrik Holster (från Assyriska FF)        |
|    | Sverige | F   | Sebastian Ramhorn (inlånad från Kalmar FF) |
|    | Sverige | A   | Emil Bellander (från Gefle IF)             |
|    | Sverige | F   | Johan Ramhorn (inlånad från Kalmar FF)     |
|    | Sverige | A   | Linus Tornblad (från Ljungskile SK)        |

| Nr | Land    | Pos | Namn                                                       |
| -- | ------- | --- | ---------------------------------------------------------- |
| 3  | Sverige | F   | Månz Karlsson (till Östers IF)                             |
| 13 | Sverige | A   | Kenny Hildeby (till Carlstad United)                       |
| 6  | Sverige | MF  | Ammar Ahmed (till Dalkurd FF)                              |
| 20 | Sverige | F   | Henrik Gustavsson (Slutar)                                 |
| -  | Sverige | MF  | Mauricio Albornoz (Klubb ej klar)                          |
| 9  | Sverige | A   | Shkodran Maholli (till BK Häcken)                          |
| 23 | Sverige | F   | Kevin Deeromram (återvänder efter lån från Djurgårdens IF) |

| Nr | Land    | Pos | Namn                                                       |
| -- | ------- | --- | ---------------------------------------------------------- |
| 3  | Sverige | F   | Månz Karlsson (till Östers IF)                             |
| 13 | Sverige | A   | Kenny Hildeby (till Carlstad United)                       |
| 6  | Sverige | MF  | Ammar Ahmed (till Dalkurd FF)                              |
| 20 | Sverige | F   | Henrik Gustavsson (Slutar)                                 |
| -  | Sverige | MF  | Mauricio Albornoz (Klubb ej klar)                          |
| 9  | Sverige | A   | Shkodran Maholli (till BK Häcken)                          |
| 23 | Sverige | F   | Kevin Deeromram (återvänder efter lån från Djurgårdens IF) |

### Örgryte IS
| Nr | Land    | Pos | Namn                                                    |
| -- | ------- | --- | ------------------------------------------------------- |
|    | Sverige | A   | Johan Elmander (från Brøndby)                           |
|    | Sverige | F   | Danny Ervik (från GAIS)                                 |
|    | Sverige | MV  | Stojan Lukic (från Halmstads BK)                        |
|    | Sverige | F   | Jacob Ericsson (från Gefle IF)                          |
|    | Sverige | MF  | Emil Skogh (från BKV Norrtälje)                         |
|    | Sverige | MF  | Daniel Sliper (från Assyriska FF)                       |
|    | Sverige | MF  | Sebastian Carlsén (från Ängelholms FF)                  |
|    | Sverige | MF  | Jens Cajuste (Uppflyttad från U17-laget)                |
|    | Sverige | MF  | André Nilsson (återvänder efter lån till Holmalunds IF) |

| Nr | Land    | Pos | Namn                                                    |
| -- | ------- | --- | ------------------------------------------------------- |
|    | Sverige | A   | Johan Elmander (från Brøndby)                           |
|    | Sverige | F   | Danny Ervik (från GAIS)                                 |
|    | Sverige | MV  | Stojan Lukic (från Halmstads BK)                        |
|    | Sverige | F   | Jacob Ericsson (från Gefle IF)                          |
|    | Sverige | MF  | Emil Skogh (från BKV Norrtälje)                         |
|    | Sverige | MF  | Daniel Sliper (från Assyriska FF)                       |
|    | Sverige | MF  | Sebastian Carlsén (från Ängelholms FF)                  |
|    | Sverige | MF  | Jens Cajuste (Uppflyttad från U17-laget)                |
|    | Sverige | MF  | André Nilsson (återvänder efter lån till Holmalunds IF) |

| Nr | Land    | Pos | Namn                                   |
| -- | ------- | --- | -------------------------------------- |
| 16 | Sverige | MF  | Sebastian Ohlsson (till IFK Göteborg)  |
| 7  | Sverige | MF  | Jakob Lindström (till BK Häcken)       |
| 17 | Sverige | F   | Björn Anklev (Slutar)                  |
| 20 | Sverige | MF  | Niklas Klingberg (Klubb ej klar)       |
| 18 | Sverige | F   | Hampus Bohman (Klubb ej klar)          |
| 27 | Sverige | MF  | Anton Henriksson (till Grebbestads IF) |
| 25 | Sverige | F   | Joakim Hall (till Lindome GIF)         |
| 1  | Sverige | MV  | Robertino Kljajic (Klubb ej klar)      |
| 23 | Libanon | MV  | Abbas Hassan (Klubb ej klar)           |
| 27 | Sverige | A   | Oskar Vilgotsson (till Näsets SK)      |
| 9  | Syrien  | A   | George Mourad (till Utsiktens BK)      |

| Nr | Land    | Pos | Namn                                   |
| -- | ------- | --- | -------------------------------------- |
| 16 | Sverige | MF  | Sebastian Ohlsson (till IFK Göteborg)  |
| 7  | Sverige | MF  | Jakob Lindström (till BK Häcken)       |
| 17 | Sverige | F   | Björn Anklev (Slutar)                  |
| 20 | Sverige | MF  | Niklas Klingberg (Klubb ej klar)       |
| 18 | Sverige | F   | Hampus Bohman (Klubb ej klar)          |
| 27 | Sverige | MF  | Anton Henriksson (till Grebbestads IF) |
| 25 | Sverige | F   | Joakim Hall (till Lindome GIF)         |
| 1  | Sverige | MV  | Robertino Kljajic (Klubb ej klar)      |
| 23 | Libanon | MV  | Abbas Hassan (Klubb ej klar)           |
| 27 | Sverige | A   | Oskar Vilgotsson (till Näsets SK)      |
| 9  | Syrien  | A   | George Mourad (till Utsiktens BK)      |

### Östers IF
| Nr | Land    | Pos | Namn                                     |
| -- | ------- | --- | ---------------------------------------- |
|    | Sverige | F   | Mattias Pavic (från Oskarshamns AIK)     |
|    | Sverige | MF  | Sebastian Crona (från Varbergs BoIS)     |
|    | Sverige | A   | Jonathan Levi (från Landskrona BoIS)     |
|    | Sverige | A   | Admir Bajrovic (från Ljungskile SK)      |
|    | Sverige | A   | David Johannesson (från GAIS)            |
|    | Sverige | MF  | Jesper Andreasson (från Ullensaker/Kisa) |
|    | Sverige | F   | Jesper Lövdahl (från IFK Osby)           |
|    | Sverige | MV  | Robin Malmkvist (från Assyriska FF)      |
|    | Sverige | F   | Månz Karlsson (från Åtvidabergs FF)      |
|    | Sverige | MV  | Darmin Sobo (från FK Älmeboda/Linneryd)  |

| Nr | Land    | Pos | Namn                                     |
| -- | ------- | --- | ---------------------------------------- |
|    | Sverige | F   | Mattias Pavic (från Oskarshamns AIK)     |
|    | Sverige | MF  | Sebastian Crona (från Varbergs BoIS)     |
|    | Sverige | A   | Jonathan Levi (från Landskrona BoIS)     |
|    | Sverige | A   | Admir Bajrovic (från Ljungskile SK)      |
|    | Sverige | A   | David Johannesson (från GAIS)            |
|    | Sverige | MF  | Jesper Andreasson (från Ullensaker/Kisa) |
|    | Sverige | F   | Jesper Lövdahl (från IFK Osby)           |
|    | Sverige | MV  | Robin Malmkvist (från Assyriska FF)      |
|    | Sverige | F   | Månz Karlsson (från Åtvidabergs FF)      |
|    | Sverige | MV  | Darmin Sobo (från FK Älmeboda/Linneryd)  |

| Nr | Land    | Pos | Namn                                                     |
| -- | ------- | --- | -------------------------------------------------------- |
|    | Sverige | MF  | Josef Elvby (till Torre Levante)                         |
|    | Sverige | A   | Björn Berglund (till Kvik Halden)                        |
|    | Sverige | MF  | Denis Velic (Slutar)                                     |
|    | Sverige | MF  | Daniel Ask (till Landskrona BoIS)                        |
|    | Sverige | F   | Filip Stenmark (till Räppe GoIF)                         |
|    | Sverige | A   | Matteo Blomqvist-Zampi (Slutar)                          |
|    | Sverige | A   | Daniel Ahonen (till IK Oddevold)                         |
|    | Sverige | A   | Robin Strömberg (till Ljungskile SK)                     |
|    | Ghana   | A   | Richard Donkor (Klubb ej klar)                           |
|    | Sverige | F   | Jonathan Stolth (till Räppe GoIF)                        |
|    | Ghana   | MF  | Isaac Shaze (Klubb ej klar)                              |
|    | Sverige | MV  | Malkolm Nilsson (återvänder efter lån från Halmstads BK) |

| Nr | Land    | Pos | Namn                                                     |
| -- | ------- | --- | -------------------------------------------------------- |
|    | Sverige | MF  | Josef Elvby (till Torre Levante)                         |
|    | Sverige | A   | Björn Berglund (till Kvik Halden)                        |
|    | Sverige | MF  | Denis Velic (Slutar)                                     |
|    | Sverige | MF  | Daniel Ask (till Landskrona BoIS)                        |
|    | Sverige | F   | Filip Stenmark (till Räppe GoIF)                         |
|    | Sverige | A   | Matteo Blomqvist-Zampi (Slutar)                          |
|    | Sverige | A   | Daniel Ahonen (till IK Oddevold)                         |
|    | Sverige | A   | Robin Strömberg (till Ljungskile SK)                     |
|    | Ghana   | A   | Richard Donkor (Klubb ej klar)                           |
|    | Sverige | F   | Jonathan Stolth (till Räppe GoIF)                        |
|    | Ghana   | MF  | Isaac Shaze (Klubb ej klar)                              |
|    | Sverige | MV  | Malkolm Nilsson (återvänder efter lån från Halmstads BK) |

## Övrigt
För övergångar i allsvenskan se Lista över fotbollsövergångar i Sverige vintern 2016/2017.